# Žalský hřbet
Žalský hřbet (německy Heidelbergkamm) je geomorfologický okrsek Krkonoš. Nachází se v jejich centrální části na rozhraní Královéhradeckého a Libereckého kraje.

## Geomorfologie
Žalský hřbet náleží do geomorfologického celku Krkonoš a podcelku Krkonošské rozsochy. Od Černohorské hornatiny na východě jej odděluje údolí Labe, od Lánovské vrchoviny na jihu sedlo Křížovky, od Studenecké pahorkatiny a Vlčího hřbetu na západě údolí Jizerky a od Českého hřbetu na severu sedlo mezi Mechovincem a Medvědínem v prostoru Horních Míseček.
| Geomorfologické členění Krkonoš                                                      | Geomorfologické členění Krkonoš | Geomorfologické členění Krkonoš                                                        |
| ------------------------------------------------------------------------------------ | ------------------------------- | -------------------------------------------------------------------------------------- |
| ČESKÁ VYSOČINA • Krkonošsko-jesenická subprovincie • Krkonošská oblast               |                                 |                                                                                        |
| KRKONOŠSKÉ HŘBETY                                                                    | Slezský hřbet                   | Západní Slezský hřbet (Vysoké kolo, 1510 m) Východní Slezský hřbet (Sněžka, 1603 m)    |
| KRKONOŠSKÉ HŘBETY                                                                    | Český hřbet                     | Západní Český hřbet (Kotel, 1435 m) Východní Český hřbet (Luční hora, 1556 m)          |
| KRKONOŠSKÉ ROZSOCHY                                                                  | Vilémovská hornatina            | Kapradnická hornatina (Bílá skála, 968 m) Rokytnická hornatina (Čertova hora, 1023 m)  |
| KRKONOŠSKÉ ROZSOCHY                                                                  | Vlčí hřbet                      | nečlení se (Vlčí hřeben, 1140 m)                                                       |
| KRKONOŠSKÉ ROZSOCHY                                                                  | Žalský hřbet                    | nečlení se (Mechovinec, 1081 m)                                                        |
| KRKONOŠSKÉ ROZSOCHY                                                                  | Černohorská hornatina           | Stráženská rozsocha (Zadní Planina, 1423 m) Černohorská rozsocha (Liščí hora, 1363 m)  |
| KRKONOŠSKÉ ROZSOCHY                                                                  | Růžohorská hornatina            | Růžohorská rozsocha (Růžová hora, 1396 m) Maloúpská rozsocha (Lysečinská hora, 1190 m) |
| KRKONOŠSKÉ ROZSOCHY                                                                  | Rýchory                         | nečlení se (Dvorský les, 1035 m)                                                       |
| VRCHLABSKÁ VRCHOVINA                                                                 | Janský hřbet                    | nečlení se (Zlatá vyhlídka S, 810 m)                                                   |
| VRCHLABSKÁ VRCHOVINA                                                                 | Lánovská vrchovina              | nečlení se (Sovinec, 765 m)                                                            |
| PROVINCIE • Subprovincie • Oblast / Celek / PODCELEK • Okrsek • Podokrsek • (vrchol) |                                 |                                                                                        |

## Vrcholy
Žalský hřbet je tvoří řada šesti vrcholů tvořící kompaktní hřeben orientovaný v severojižním směru. Nejsevernější Mechovinec (1074 m) je nejvyšší. Směrem na jih pak následuje Černá skála (1038 m), Šeřín (1026 m), Jánský vrch (924 m) a Zadní a Přední Žalý (1035 m a 1018 m). Na bocích hřbetu se nachází několik výběžků, přičemž pouze na západním výběžku Černé skály se nachází jediný boční vrchol - Velký Jeřábník (892 m). Mezi významnější patří ještě výběžek Janova hora v západním úbočí Šeřína a Žalský Kozí hřbet v severovýchodním úbočí Zadního Žalého.

## Vodstvo

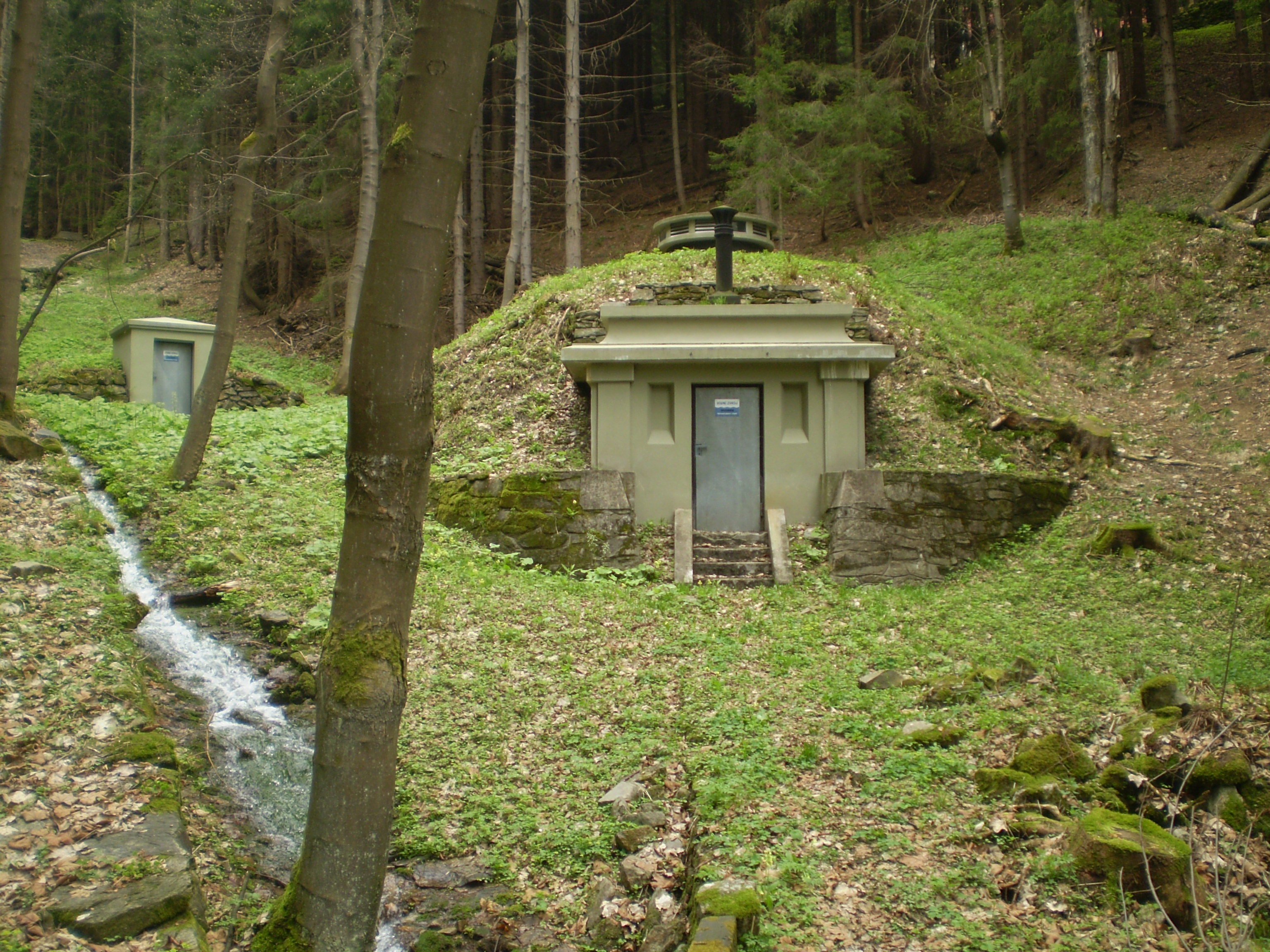
Vodní zámek v Dumlichově dole

Žalský hřbet tvoří rozvodí mezi povodími Labe a Jizery. Labe protéká přímo pod jeho východním svahem a nachází se na něm vodní nádrž Labská. Pod západním svahem protéká Jizerka, která je levostranným přítokem Jizery. V Dumlichově dole na východním úbočí Žalého se v prostoru pramene Šindelové strouhy nachází vodárenský komplex z roku 1889 určený k zásobování Vrchlabí pitnou vodou. Na západním úbočí se v katastru obce Benecko nachází v prostoru Bátovy rokle prameniště Bátovka, jímací místo vodovodního přivaděče Bátovka. Ten zásobuje vodou sedm kilometrů vzdálenou Jilemnici.

## Vegetace
Původní souvislý monokulturní hospodářský smrkový les je na několika místech rozrušen pasekami. V úbočích hřbetu se nacházejí četné luční enklávy.

## Ochrana přírody
Prostor Žalského hřbetu se nachází na území Krkonošského národního parku, menší části pak v jeho ochranném pásmu. Nacházejí se zde četné skalní výchozy (např. Harrachova skála na severovýchodním úbočí Mechovince či Emina skála na severovýchodním úbočí Jánského vrchu). Skaliska na vrcholech Šeřína a Černé skály byla uzpůsobena k vyhlídkovým účelům.

## Komunikace
Kromě sedel na severním a jižním okraji hřbetu se veřejná komunikace dostává hlouběji do jeho úbočí pouze v prostoru Benecka. Jediná významnější neveřejná komunikace pak spojuje Benecko přes sedlo Rovinku se Špindlerovým Mlýnem. Další zpevněné komunikace spojují jednotlivé luční enklávy s okolními obcemi a obsluhují lesní masív.

## Stavby

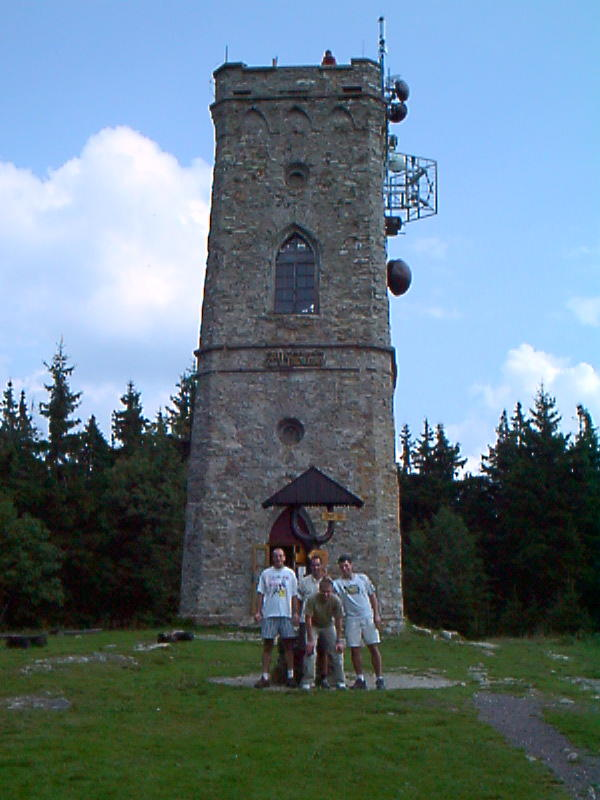
Rozhledna na Žalém

V ose hřbetu se nachází pouze turistické chaty v sedle Rovinka a na Předním Žalém a kamenná rozhledna z roku 1892 tamtéž. Do svahů zasahuje zástavba obcí Benecko a Labská. Horské chalupy a další zástavba se pak nachází na četných lučních enklávách (Janova Hora, Přední Labská a další). Na úbočích pak byla vybudována četná lyžařská centra obsluhovaná čtveřicí lanových drah:
- Lanová dráha Benecko - Kejnos
- Lanová dráha Herlíkovice - Žalý
- Lanová dráha Herlíkovice - Bubákov
- Lanová dráha Špindlerův Mlýn - Labská

## Turistické trasy
Osu hřbetu sleduje červeně značená Bucharova cesta z Horních Míseček do Jilemnice. V sedle Rovinka ji křižuje po úbočích vedená zeleně značená trasa 4371 z Benecka do Špindlerova Mlýna. Další značené trasy mají příčný směr.